# Aphaenogaster perplexa
Aphaenogaster perplexa är en myrart som beskrevs av Smith 1961. Aphaenogaster perplexa ingår i släktet Aphaenogaster och familjen myror. Inga underarter finns listade i Catalogue of Life.